# Rum (Magyarország)
Rum község Vas vármegyében, a Szombathelyi járásban.

## Fekvése
A Rába bal partján fekszik, Szombathelytől 20 kilométerre délkeletre. A szomszéd települések: észak felől Meggyeskovácsi, kelet felől Kám, dél felől Alsóújlak, délnyugat felől Püspökmolnári és Zsennye, nyugat felől Rábatöttös, északnyugat felől pedig Csempeszkopács. Külterületei dél felé több kilométerre elnyúlnak a központjától, így abban az irányban határos még Vasvárral is.

### Megközelítése
A településen végighúzódik, nagyjából délkelet-északnyugati irányban a 87-es főút, így az a legfontosabb közúti elérési útvonala. Körmend térségével és Sárvárral a 8701-es, a tőle nyugatra fekvő kisebb településekkel a 8702-es út köti össze.
Az ország távolabbi részei felől a legegyszerűbben a 8-as főúton közelíthető meg, amelyről Kámnál kell letérni a 87-es főútra; ezen 5 kilométer után érhető el.
Vasútvonal ma nem érinti, de 1894 és 1974 között itt volt a végállomása a Szombathely–Rum-vasútvonalnak. Ennek nyomvonalán, a megszüntetését követően kerékpárút épült.
Érdekesség, hogy a települést érintette volna az 1847-ben tervezett Sopron-Kőszeg-Szombathely-Rum-Zalaszentgrót-Nagykanizsa vasútvonal.

## Nevének eredete
Neve a német Ruhm személynévből ered, vagy a Rummy családnévből.

## Története
Már a római korban fontos átkelőhely volt a Rábán, itt haladt át a Sabariát Sopianaeval összekötő útvonal. Az út Rábán átvezető hídjának és a hidat őrző katonák őrhelyének maradványait feltárták. Az egykori római fahíd tartócölöpei alacsony vízállásnál a gertháti részen ma is láthatók a folyó medrében. Ugyancsak ismert az őrhelyhez tartozó temető helye is.
1246-ban a vasvári káptalan oklevelében terra Rum néven említik először. 1260-ban már terra castri Rwm alakban szerepel, mely a Rába átkelőhelyét őrző erődítményre utal. A Rába hídján hídvámot szedtek. 1277-ben Németújvár ura hívét, Duruzlaus mestert megerősítette rumi birtokában. Az oklevélből kiderül, hogy ekkor Rumban egy torony is állt. 1323-ban Károly Róbert oklevele említi Rumot adománylevelében. 1342-ben egy a birtokokat felosztó oklevélben a rumi birtokrészen említik a birtokos Duruzlau fiainak kúriáját.
1350-ben I. Lajos király Budán kelt adománylevelében Rumot a Rábán átvezető híddal és több településsel együtt kiveszi a Vas vármegyei főispán fennhatósága alól és híveinek Németh Jánosnak és Gergelynek, a Rumy család őseinek, valamint unokatestvéreiknek adományozza. 1415-ban a Rumyak Luxemburgi Zsigmondtól birtokaikra szabad bírói hatalmat kaptak. Rum a középkorban mezőváros volt. 1461-ben feljegyzik, hogy Rumy János Rumy Ferenc özvegyétől a rumi várból értékes tárgyakat, eszközöket és terményt rabolt el.
1532-ben a Bécs ellen vonuló török had a rumi várat is elfoglalta, a települést pedig felégette. A pápai tizedjegyzék szerint 1565-ben Rumban 41 adózó közül 16 jobbágy és 15 zsellér volt. 1591-ben az adózók száma már csak 15. 1623-ban 25 jobbágyot írtak össze a faluban. Rum várát 1581-ben és 1591-ben is említik. 1663-ban a török a Rába vonaláig nyomult be az országba, ekkor az erősség jelentősége is megnőtt. A nemesi sereg több alkalommal Rum körzetében gyülekezett. 1720-ban 23 jobbágy és 4 zsellér élt a faluban. 1758-ban 365, 1786-ban 386 fő volt a lakosság száma. 1828-ban Rum összlakossága 443 fő volt, akik 49 házban laktak.

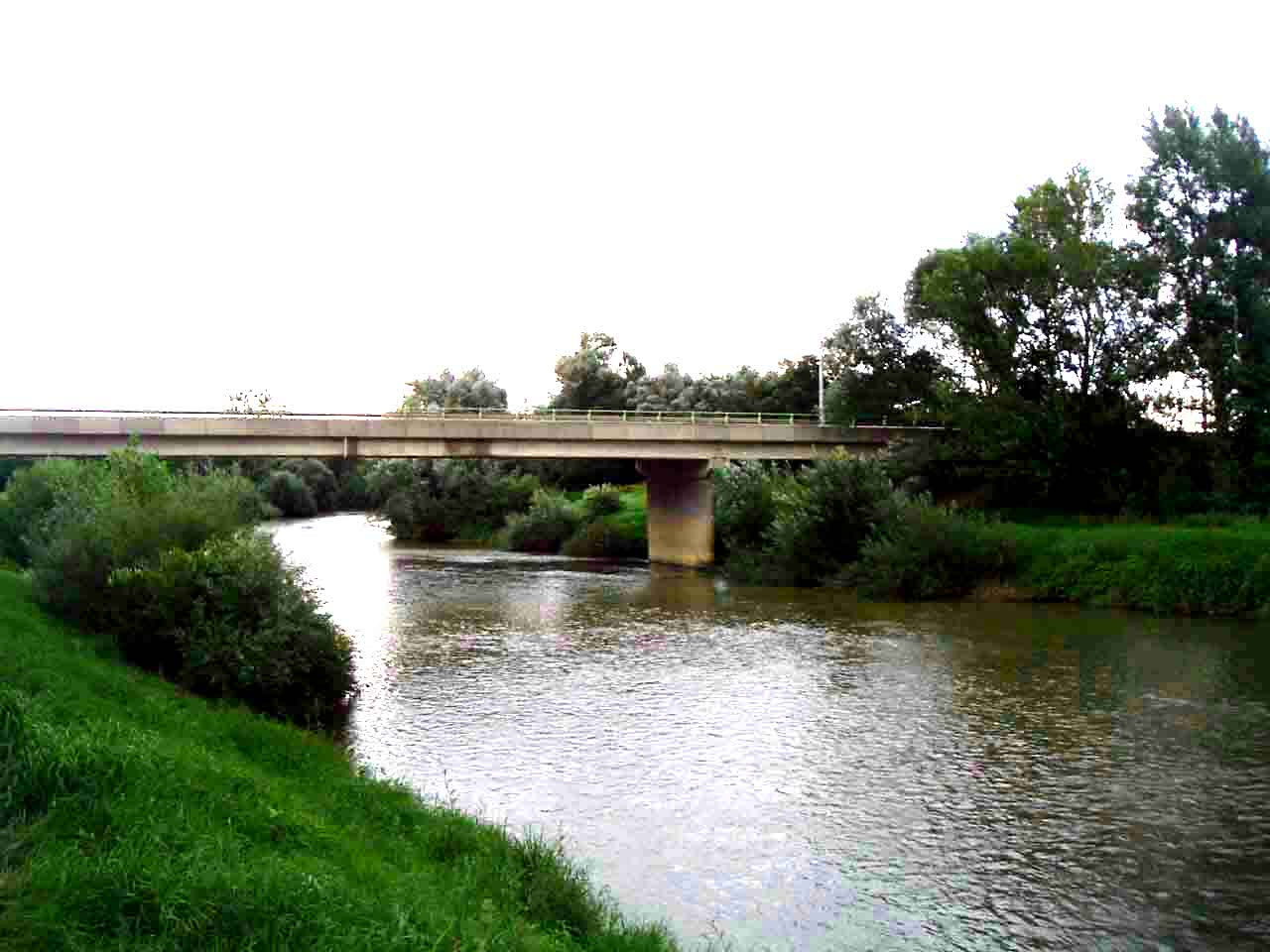
A Rába folyó hídja Rumnál

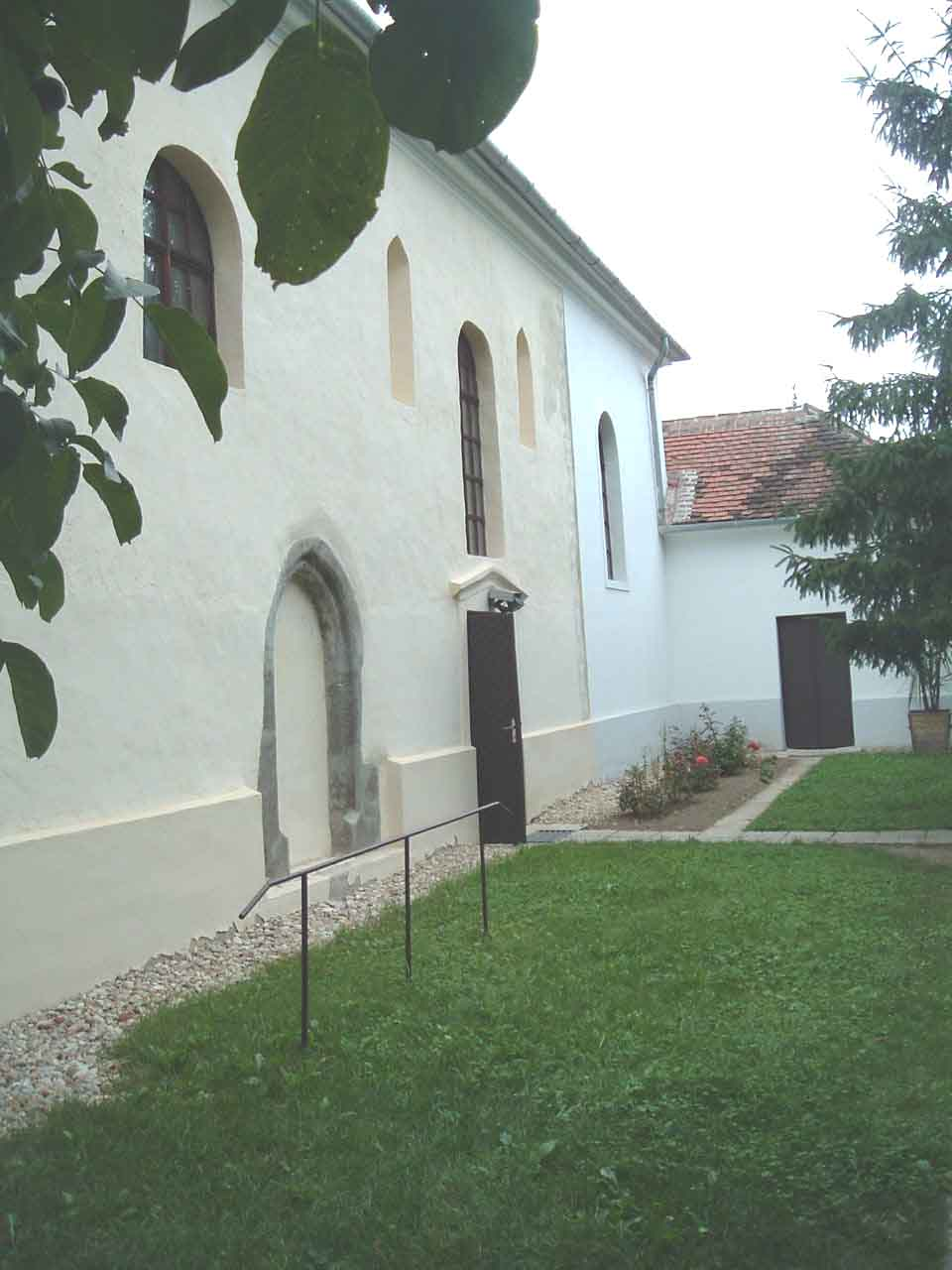
A rumi római katolikus templom feltárt középkori részletei

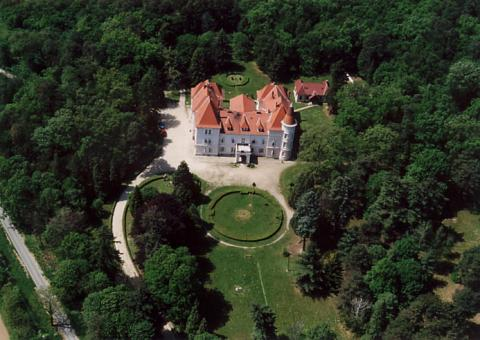
A kastély légi fotója

Vályi András szerint „RUM. Elegyes magy. falu Vas Várm. földes Ura Rumi Uraság, a’ kinek kastéllyával ékes, lakosai katolikusok, fekszik Hidvéghez mintegy mértföldnyire, ’s révje is vagyon; határja síkos, földgye termékeny, réttye elég van, és jó neműek; fája, legelője, erdeje is vagyon, piatza Kőszegen, és Szombathelyen.”
Fényes Elek szerint "Rum, magyar m.-város, Vas vgyében, a Rába mellett, ut. p. Szombathely 2 1/2 óra, 520 kath. lak., par. templommal, kövér rétekkel. F. u. a Rumy nemzetség."
Vas vármegye 1898-ban kiadott monográfiájában „Rum, régi rábamenti magyar község, a szombathely-rumi vasútvonal végpontja. Házainak száma 95, lakosaié 932. Vallásuk r. kath., ág. ev. és ev. ref. Vasúti állomás és posta helyben van, távírója Molnári. A körjegyzőség és körorvos székhelye. E községet a Rumy -család törzse 1292-ben kapta donáczióban III. Andrástól. Itt volt a Rumy család ősi várkastélya, melynek egy kis része – de ez is teljesen átalakítva – még fennáll és pedig az a rész, a melyben a tömlöczök voltak. Az elpusztult vár romjait a vízépítkezésnél használták fel. A Rumy-család földesúri jogai a XIII. századtól egész a jelen századig terjedtek. Plébániája már a XIII. században volt. Románstílű, régi templomát teljesen átalakították. Ilyen modorban épült a község határában levő Cziczelle-kápolna is, melynek harangja a XVI. századból való. Jelenlegi kegyura gróf Széchenyi Imre. Bejczy Sándor földbirtokosnak itt csinos úrilaka van.”
1857-ben 68 házában 645 lakosa volt. 1869-ben egy hatalmas tűzvészben szinte az egész falu leégett. 1894-ben megindult a Szombathelyről jövő vasúti forgalom, mely növelte a település jelentőségét, végül 1974-ben mégis megszűnt.
1910-ben 1315 lakosa volt a községnek.

## Közélete

### Polgármesterei
- 1990–1994: Németh László (független)[7]
- 1994–1998: Németh László (független)[8]
- 1998–2002: Németh László Ferenc (független)[9]
- 2002–2006: Németh László Ferenc (független)[10]
- 2006–2010: Németh László Ferenc (független)[11]
- 2010–2014: Németh László Ferenc (független)[12]
- 2014–2019: Beni Ferenc (független)[13]
- 2019–2024: Beni Ferenc (független)[14]
- 2024– : Beni Ferenc (független)[1]

## Népesség
A település népességének változása:
| Lakosok száma | 1166 | 1202 | 1206 | 1197 | 1206 | 1234 | 1253 | 1171 | 1181 | 1204 |
|               | 2013 | 2014 | 2015 | 2016 | 2017 | 2018 | 2021 | 2022 | 2023 | 2024 |

A 2011-es népszámlálás során a lakosok 78,8%-a magyarnak, 1,3% németnek, 0,3% románnak mondta magát (21% nem nyilatkozott; a kettős identitások miatt a végösszeg nagyobb lehet 100%-nál). A vallási megoszlás a következő volt: római katolikus 68,3%, evangélikus 0,8%, református 0,9%, görögkatolikus 0,2%, felekezet nélküli 3,6% (26,2% nem nyilatkozott).
2022-ben a lakosság 90,4%-a vallotta magát magyarnak, 1,5% németnek, 0,8% románnak, 0,3% cigánynak, 0,2% szerbnek, 0,2% horvátnak, 0,1-0,1% örménynek, bolgárnak és ukránnak, 2,1% egyéb, nem hazai nemzetiségűnek (9% nem nyilatkozott; a kettős identitások miatt a végösszeg nagyobb lehet 100%-nál). Vallásuk szerint 55,3% volt római katolikus, 1,9% református, 0,9% evangélikus, 0,4% görög katolikus, 0,1% izraelita, 0,7% egyéb keresztény, 1% egyéb katolikus, 6% felekezeten kívüli (33,8% nem válaszolt).

## Nevezetességei
- Szent László királynak szentelt római katolikus temploma 14. századi gótikus, később barokkizálva.
- Határában áll a Bezerédj család kastélya, a Bezerédy-kiskastély helyén a középkorban őrtorony állott, ma nevelőotthon.
- Széchenyi-kastély

## Közlekedés
1894-1974 között vasút vezetett Szombathelyről Rumba; a hajdani pálya mentén ma kerékpárút vezet. 1909-ben tervezték a vasutat Bérbaltavár, Türje irányába Balatonszentgyörgyig meghosszabbítani. A 87-es úton a körforgalomnál van egy a vasútnak épített emlékmű.
Ma a tömegközlekedést autóbusz bonyolítja le. Közvetlen buszjárat van Budapestre, Szombathely-Sopron irányába, Sárvárra és a Balaton felé Keszthelyre és Tapolcára.

## Gazdaság
A népesség hagyományos foglalkozása a mezőgazdaság. A szocializmus időszakában a földművesek a termelőszövetkezet keretében dolgoztak. 1990 óta az utódtársaság kereskedelemmel és szolgáltatásokkal is foglalkozik, valamint egy kavicsbányát is üzemeltet.
1970 óta sok nyaralót építettek. Egyesek falusi turizmussal, szállásadással foglalkoznak. Van a környéken lovasiskola és horgászási lehetőség. Manapság németek és osztrákok is áttelepülnek az olcsóbb régióba, ahol sokan beszélnek németül.

## Híres emberek
- Itt született 1797. január 12-én Lencsés Antal tanár, lapszerkesztő, mezőgazdasági szakíró.
- Itt született 1881. augusztus 19-én Rumi Rajki István szobrászművész
- Itt született 1903. november 27-én Fürst Sándor kommunista politikus

## Külső hivatkozások
- Rum a Gyaloglón